# Mastbruch (Paderborn)

Lage von Mastbruch im Stadtbezirk Schloß Neuhaus/Sande gemäß Einteilung des Dekanats Paderborn

Mastbruch ist ein Ortsteil des Paderborner Stadtbezirks Schloß Neuhaus/Sande mit ca. 6000 Einwohnern. Er zeichnet sich durch eine lichte Bebauung vorwiegend mit Einfamilienhäusern aus. 
Der Name hat seinen Ursprung im Mittelalter: Zur damaligen Zeit betrieben viele Bauern auf dem Gebiet der heutigen Siedlung Schweinemast. Außerdem war das Gebiet sehr feucht, was in der Geographie als Bruch bezeichnet wird. Der umgangssprachliche Begriff „Mastbruch“ ist erhalten geblieben und heute offizieller Name für dieses östlich der Dubelohstraße liegende Gebiet von Schloß Neuhaus.

Mastbruch war nie eine politisch eigenständige Gemeinde, sondern gehörte genau wie Sennelager schon immer zur Gemeinde Schloß Neuhaus, die seit dem 1. Januar 1975 ein Stadtteil der Stadt Paderborn ist. 

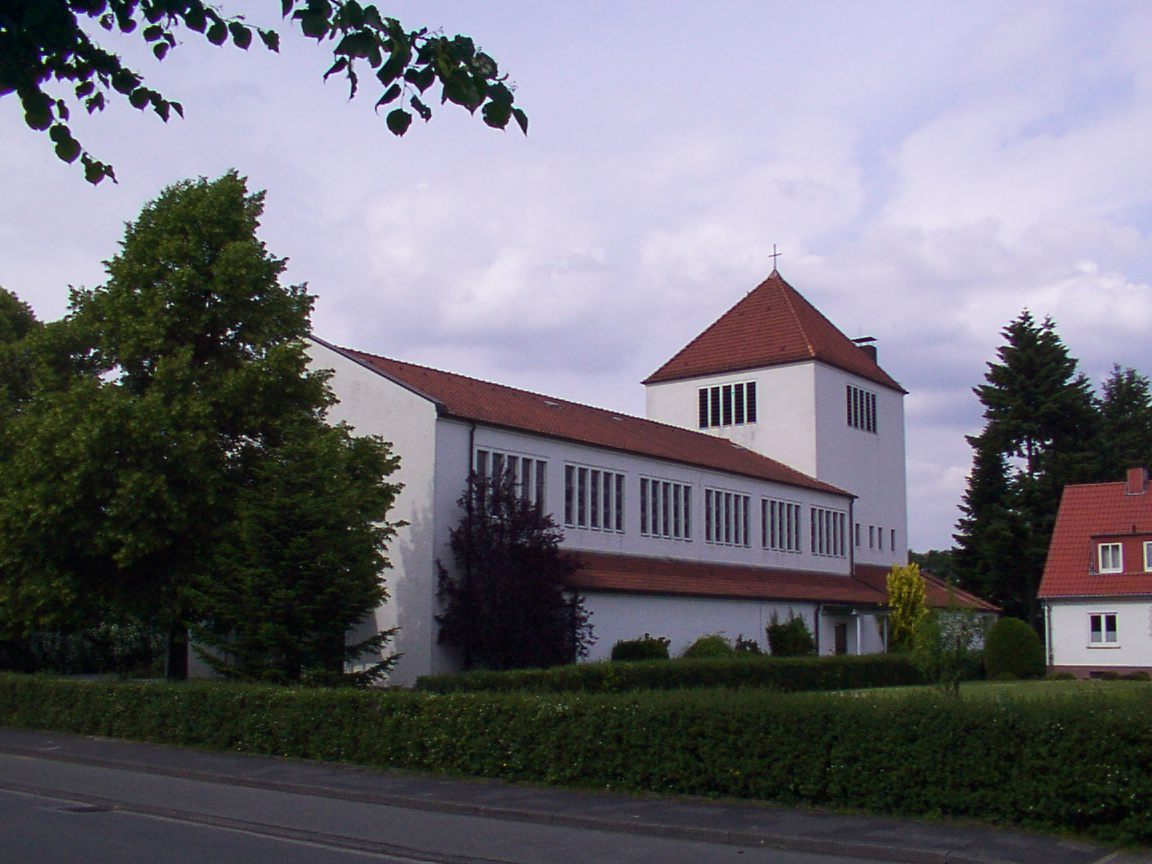
Kath. Kirche Sankt Josef in Mastbruch

Der Ort beherbergt die katholische Kirche Sankt Joseph; benachbart sind Pfarrzentrum, Kindergarten und die Grundschule Josef sowie die städtische Hauptschule Mastbruch.
Der Sport in Mastbruch wird von den Sportfreunden DJK Mastbruch vertreten. Es bestehen drei Abteilungen: Die Breitensportabteilung, die Tennisabteilung sowie die Fußballabteilung. Der Verein besteht seit dem Jahre 1951.